# Musée national d'archéologie de Lisbonne
Le Musée national d'archéologie de Lisbonne (en portugais : Museu Nacional de Arqueologia do Dr. Leite de Vasconcelos) a été fondé à Lisbonne en 1893, à l'initiative de José Leite de Vasconcelos (pt), sous le nom de Museu Etnográfico Português.

## Le musée
Le musée est abrité, depuis 1903, dans l'aile occidentale du Monastère des Hiéronymites (Mosteiro dos Jerónimos), où se trouvaient les anciens dortoirs des moines.

## Collections
Le noyau principal de la collection est constitué de bijoux anciens conservés dans la salle d'exposition des Trésors. C'est l'une des collections les plus importantes de ce type dans la péninsule ibérique.
D'égale importance sont les collections d'épigraphie du musée. La collection du sanctuaire de S. Miguel da Mota, dédié au dieu Endovelicus, est d'une importance particulière, ainsi que ses mosaïques romaines, dont quelques-unes sont des trésors nationaux du Portugal.

### Artefacts
La collection de ferronnerie du musée est représentative de l'histoire minérale et métallurgique de la péninsule Ibérique, qui comprend des outils de cuivre de la période chalcolithique (milieu du IIIe siècle av. J.-C.). Dans cette collection sont également présentés les plus anciens outils en fer, provenant de tombes de la région de l'Alentejo, datant du premier âge du fer (VIIe – VIe siècle av. J.-C.). D'une importance particulière sont un groupe d'objets dénommés « bronzes de l'Atlantique » et des outils agricoles de la période romaine.

Objets en métal, verre…
Ensemble sépulcral de la Nécropole d'Ervidel III, Bronze final.
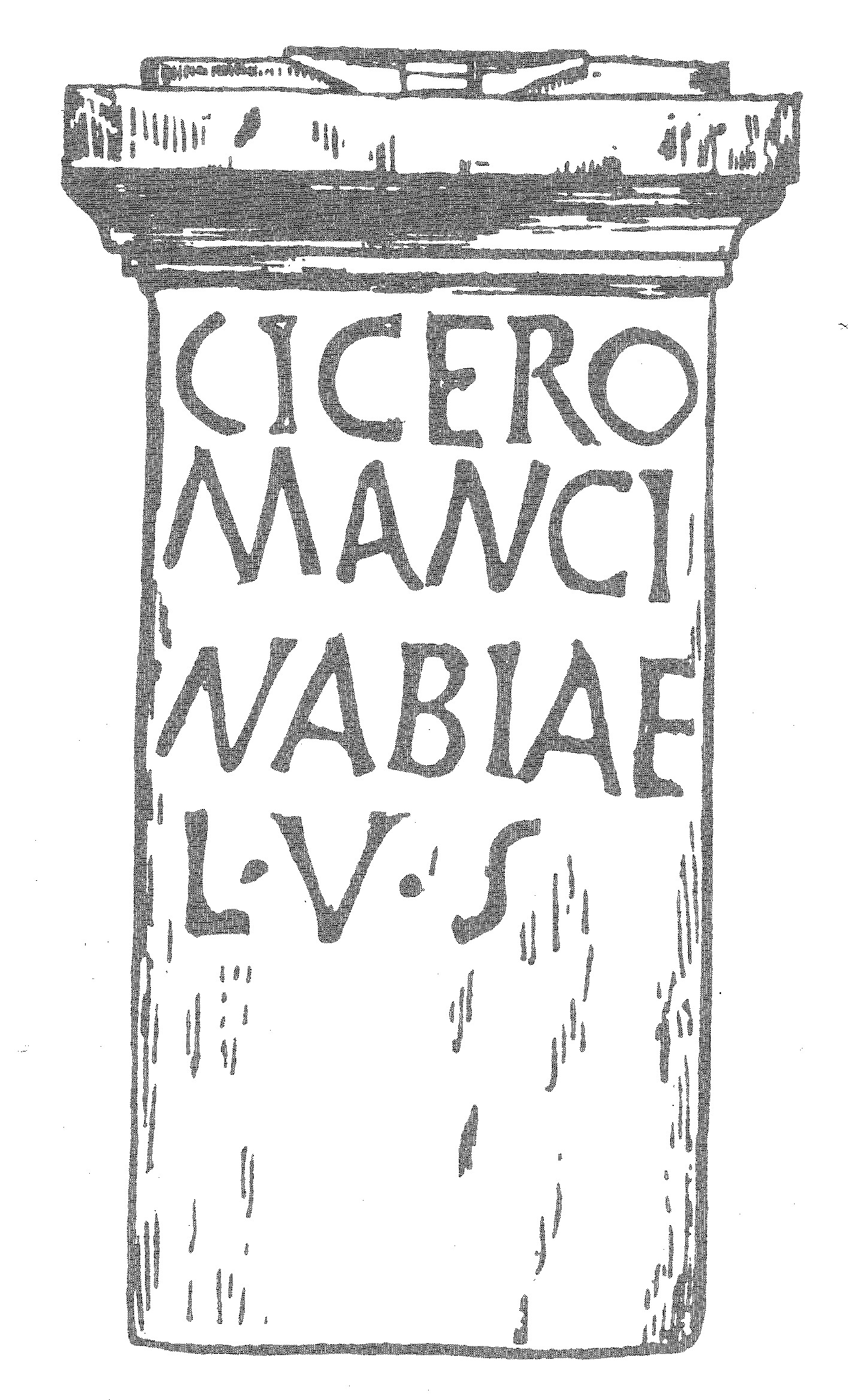
Inscription romaine de Roqueiro (pt).
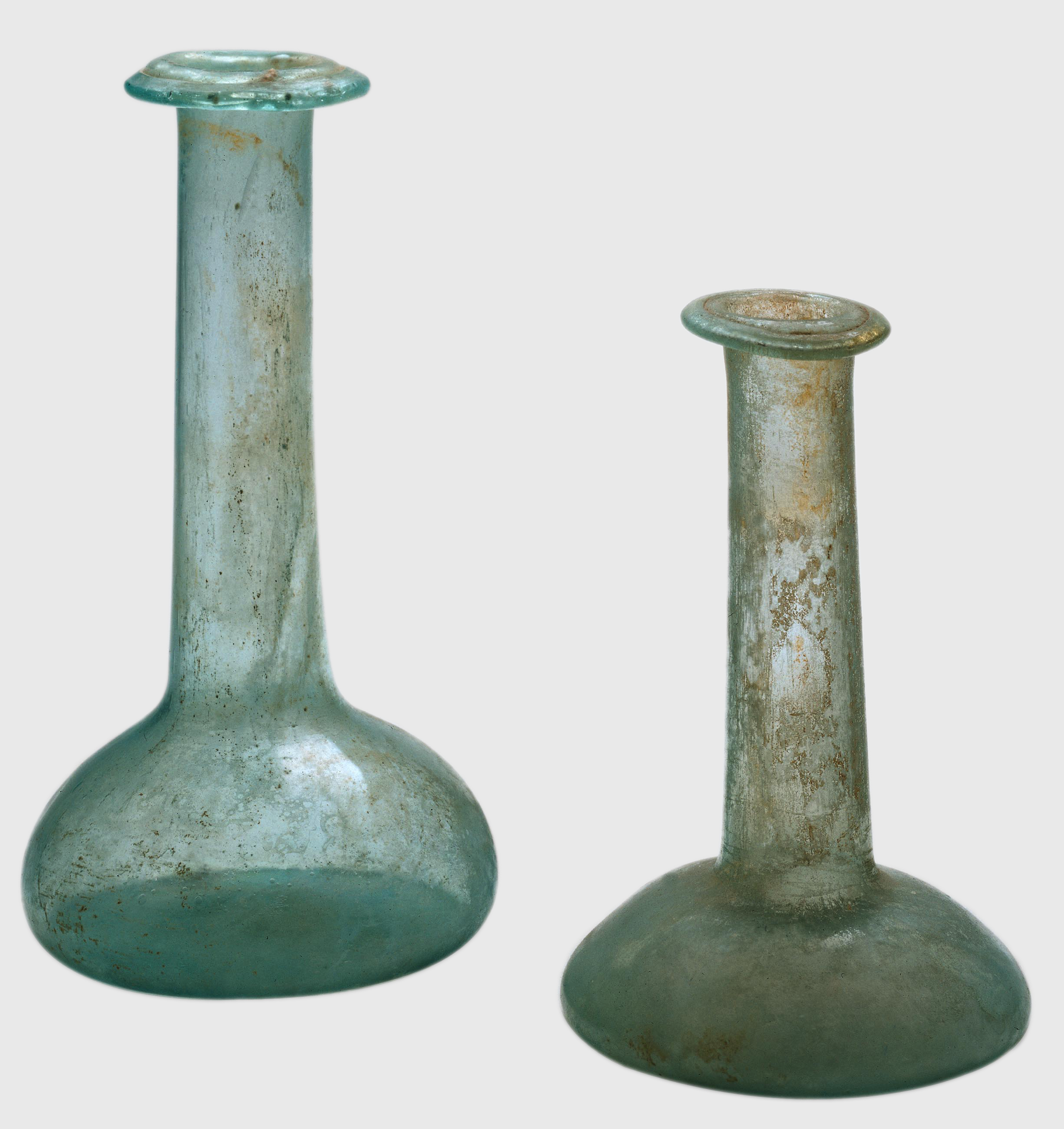
Flacons à parfums de la tombe de Pombalinho, Santarém. Époque romaine, Ier – IIe siècle apr. J.-C.
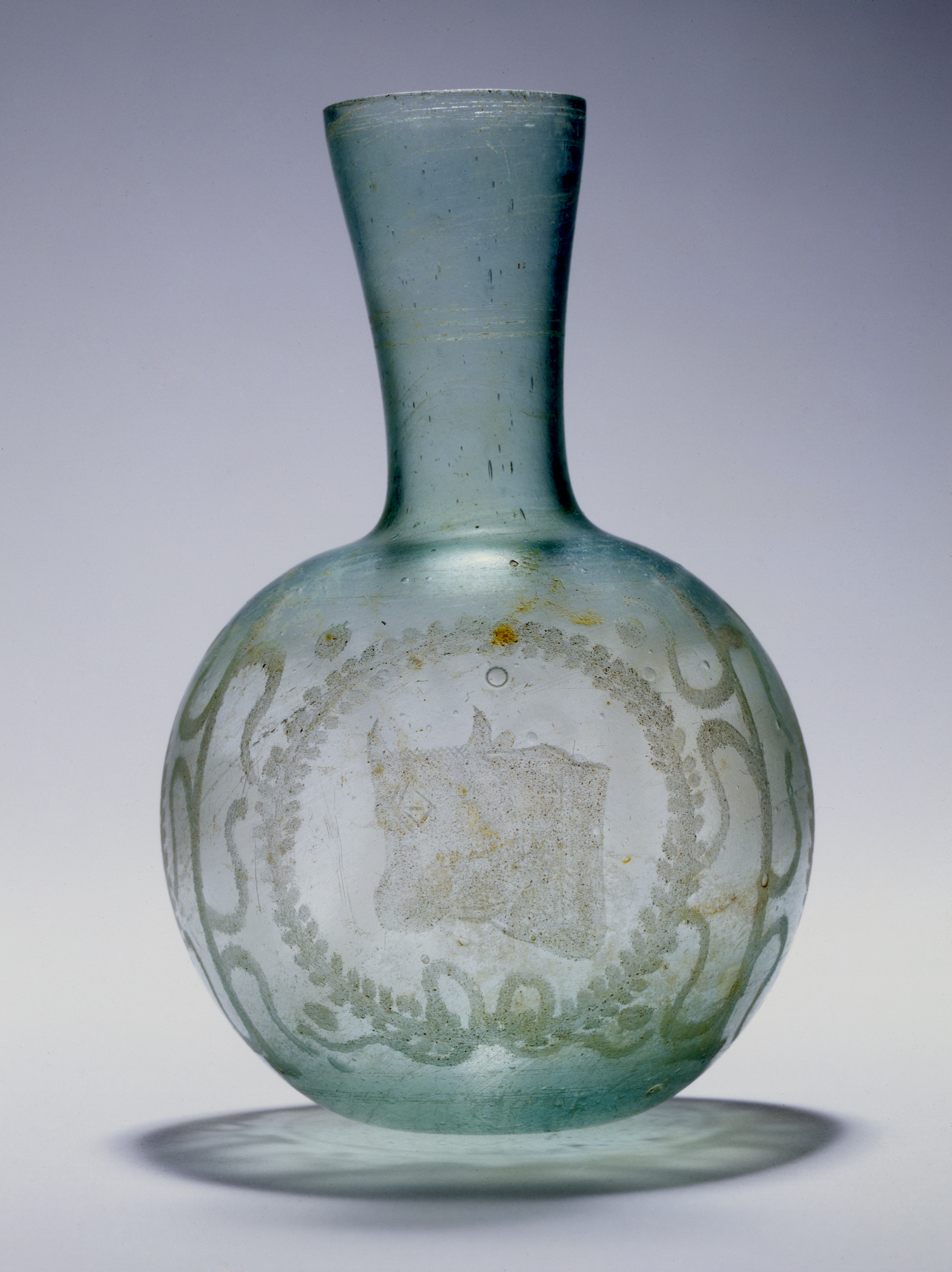
Flacon en verre, époque romaine, IIIe – IVe siècle.

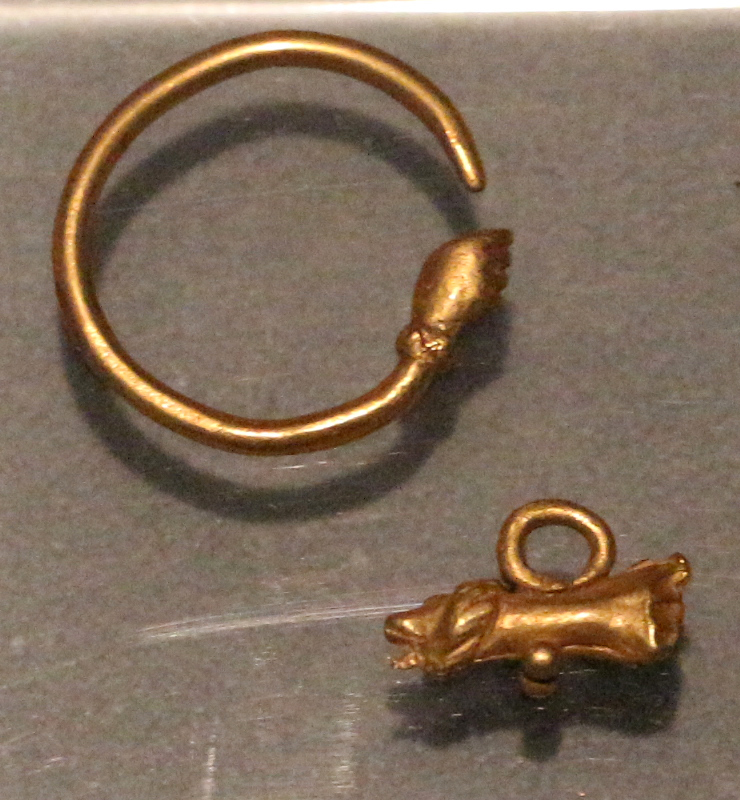
Boucle d'oreille avec une main faisant un geste porte-bonheur ; pendentif en or. Époque romaine.

### Bijoux en or
La collection du musée, constituée sur plus d'un demi-siècle, compte plus d'un millier de pièces de joaillerie en or datant de la préhistoire à l'histoire ancienne. La collection, longtemps cachée au public, est désormais accessible à tous et présentée de manière chrono-culturelle.
Certains des éléments les plus importants trouvés dans cette collection sont les trésors de la Herdade do Álamo et de Baião, les boucles d'oreilles de Paços de Ferreira et le remarquable torque de Vilas-Boas.

Bijoux en or
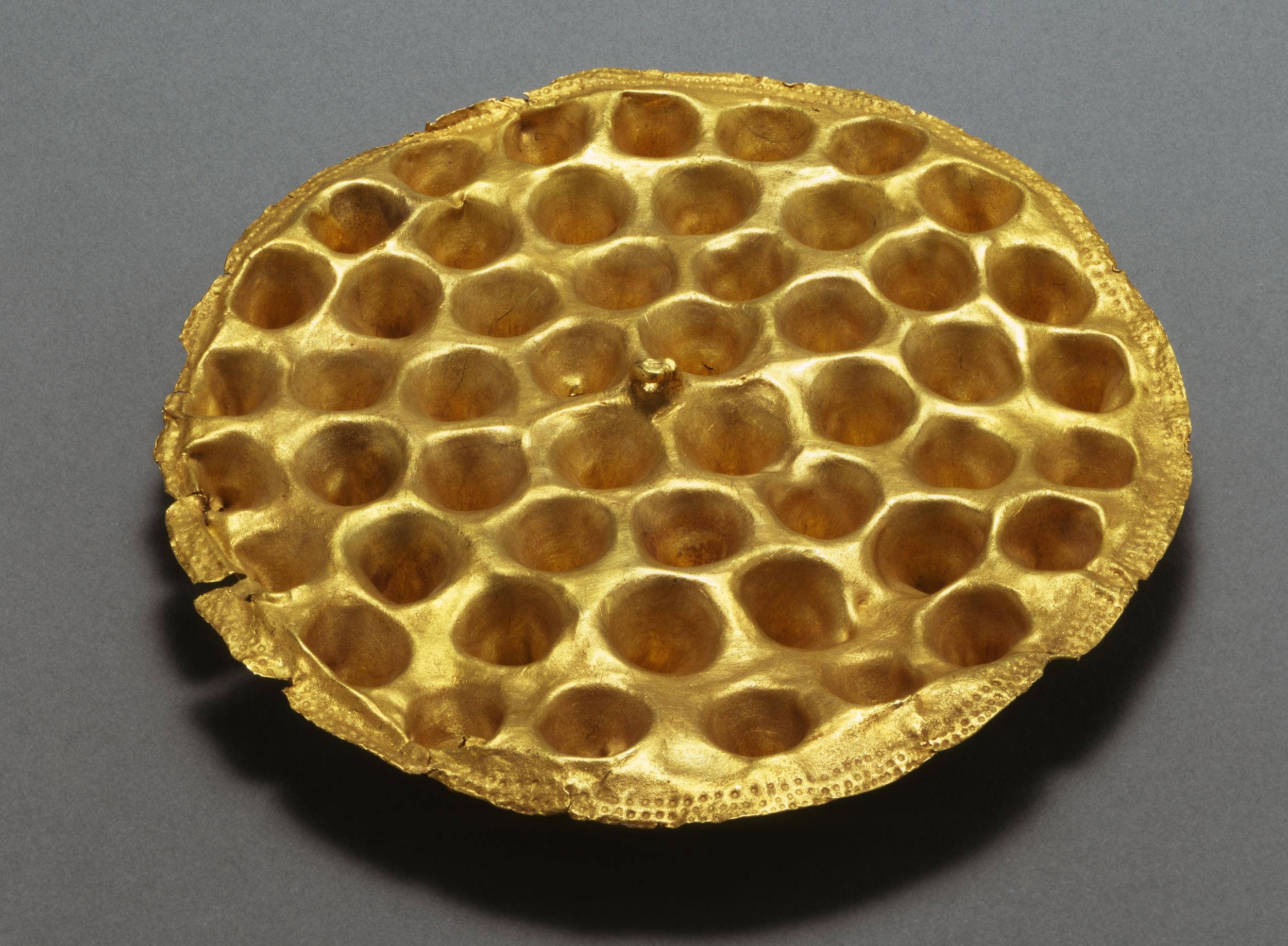
Applique discoïde, âge du bronze.
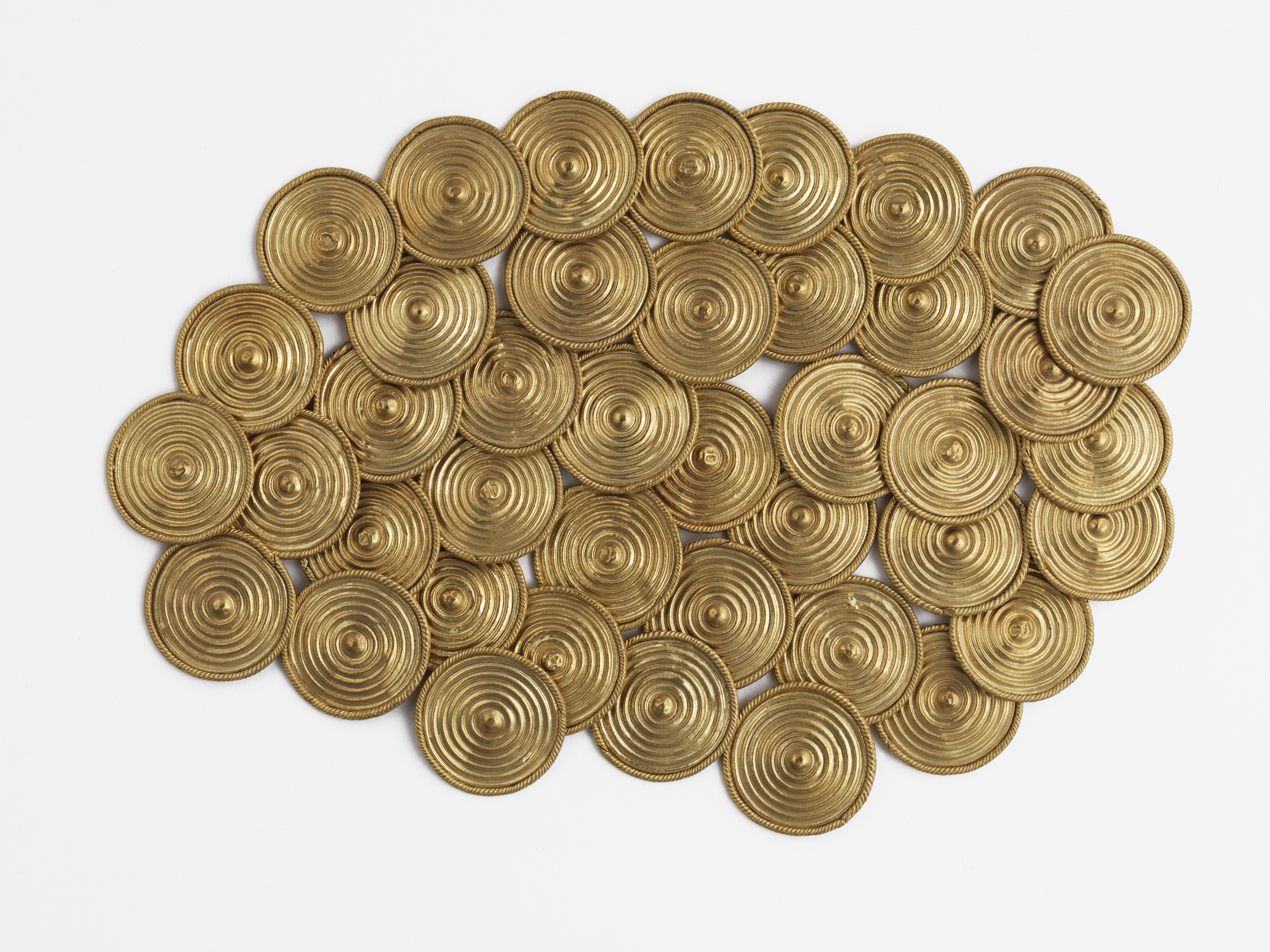
Ensemble de boutons, âge du fer ancien, or laminé et soudé.
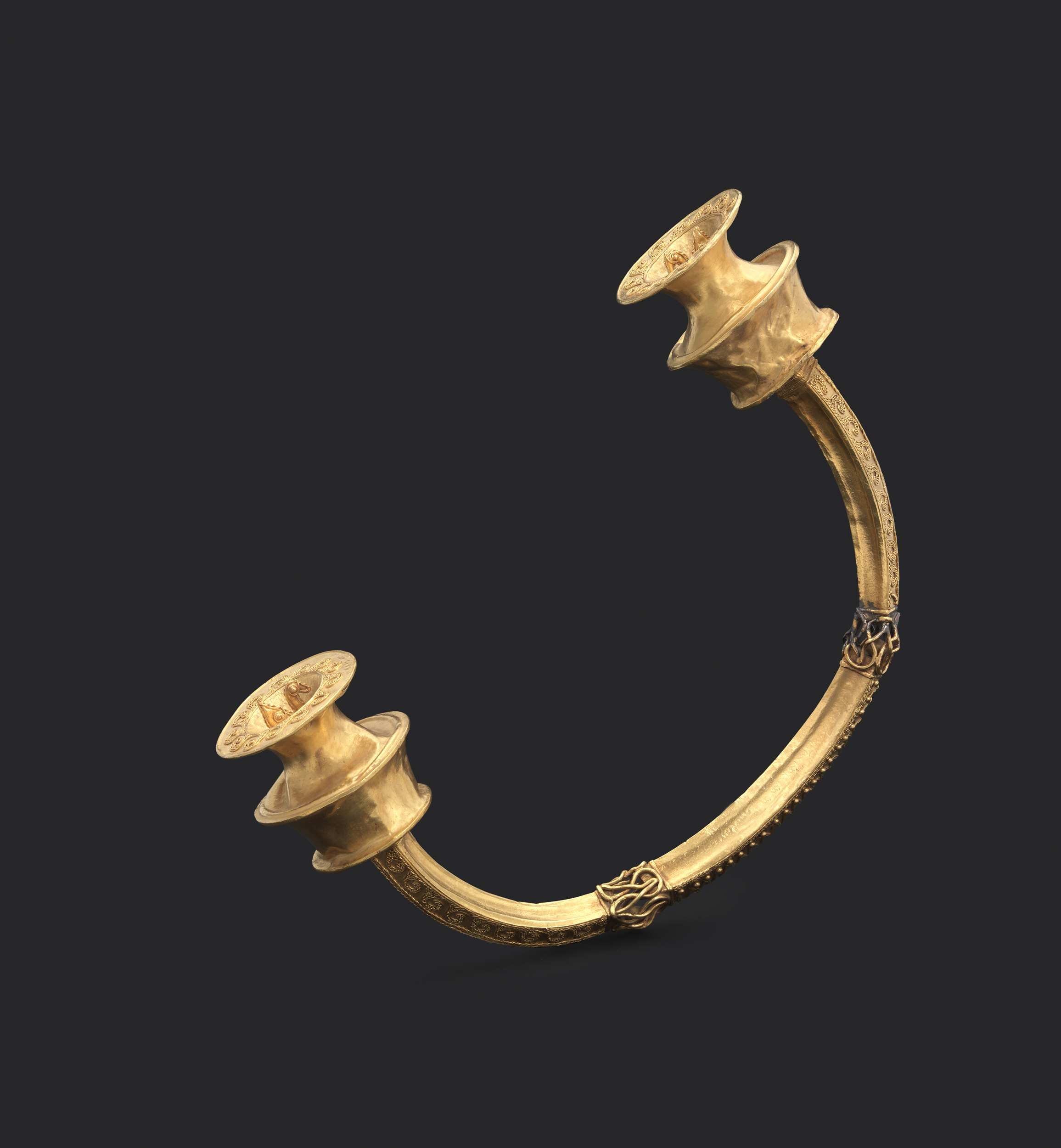
Torque, second âge du fer, Culture des castros, Nord-Est de la péninsule Ibérique.

### Sculpture

Idoles et guerriers
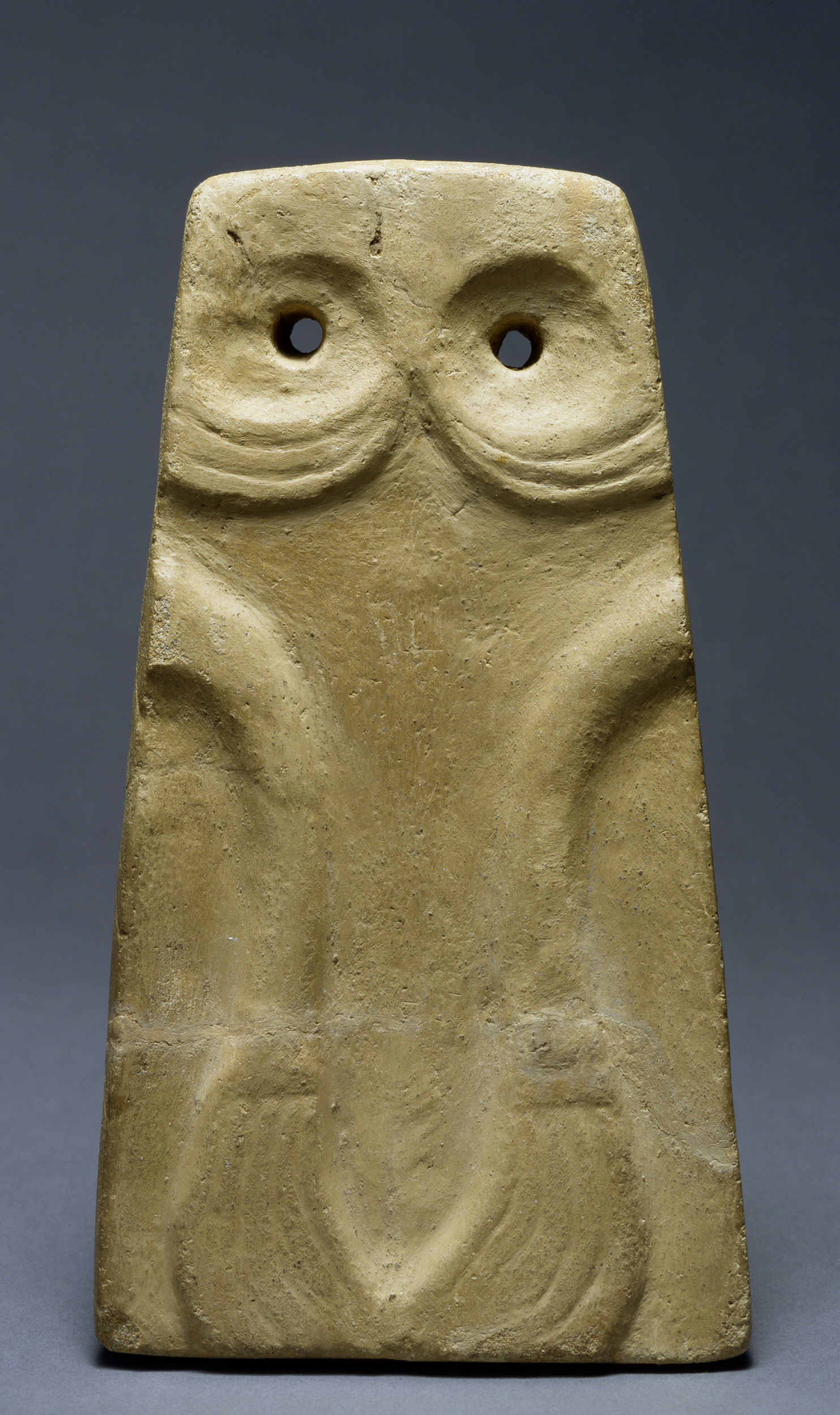
Plaque idole en grès.
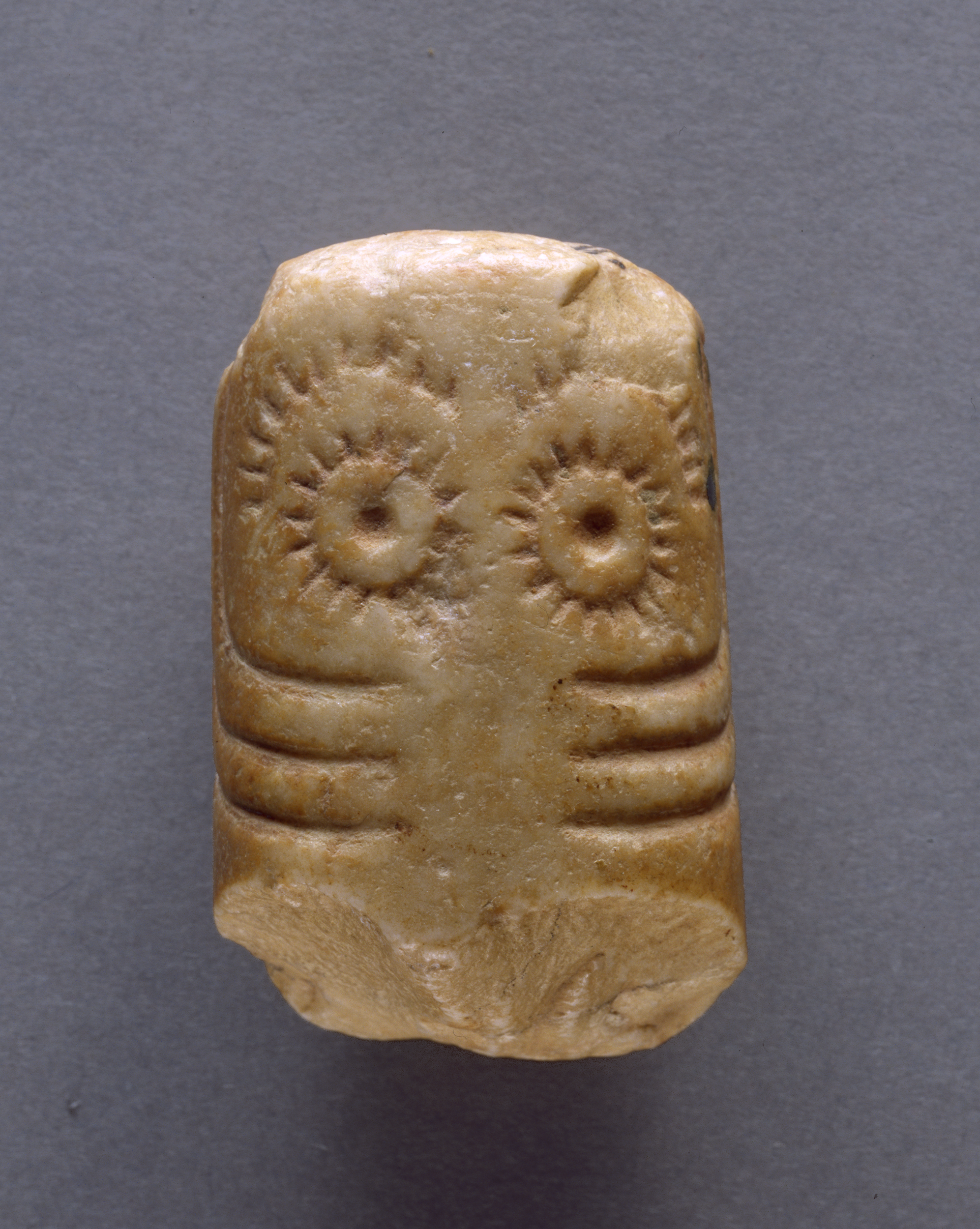
Idole cylindrique, Moncarapacho. Chalcolithique, calcaire.
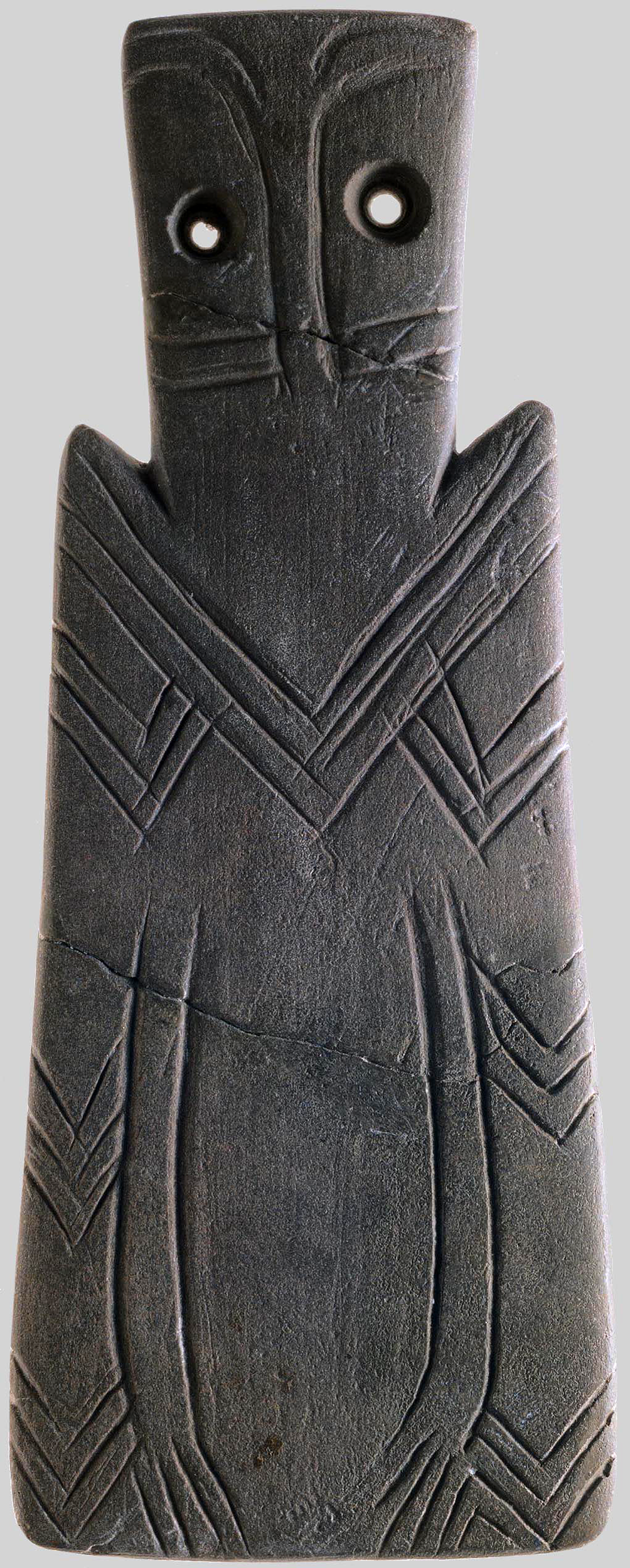
Idole anthropomorphe, Anta da Idanha-a-Nova, Néolithique final ou Chalcolithique, schiste.
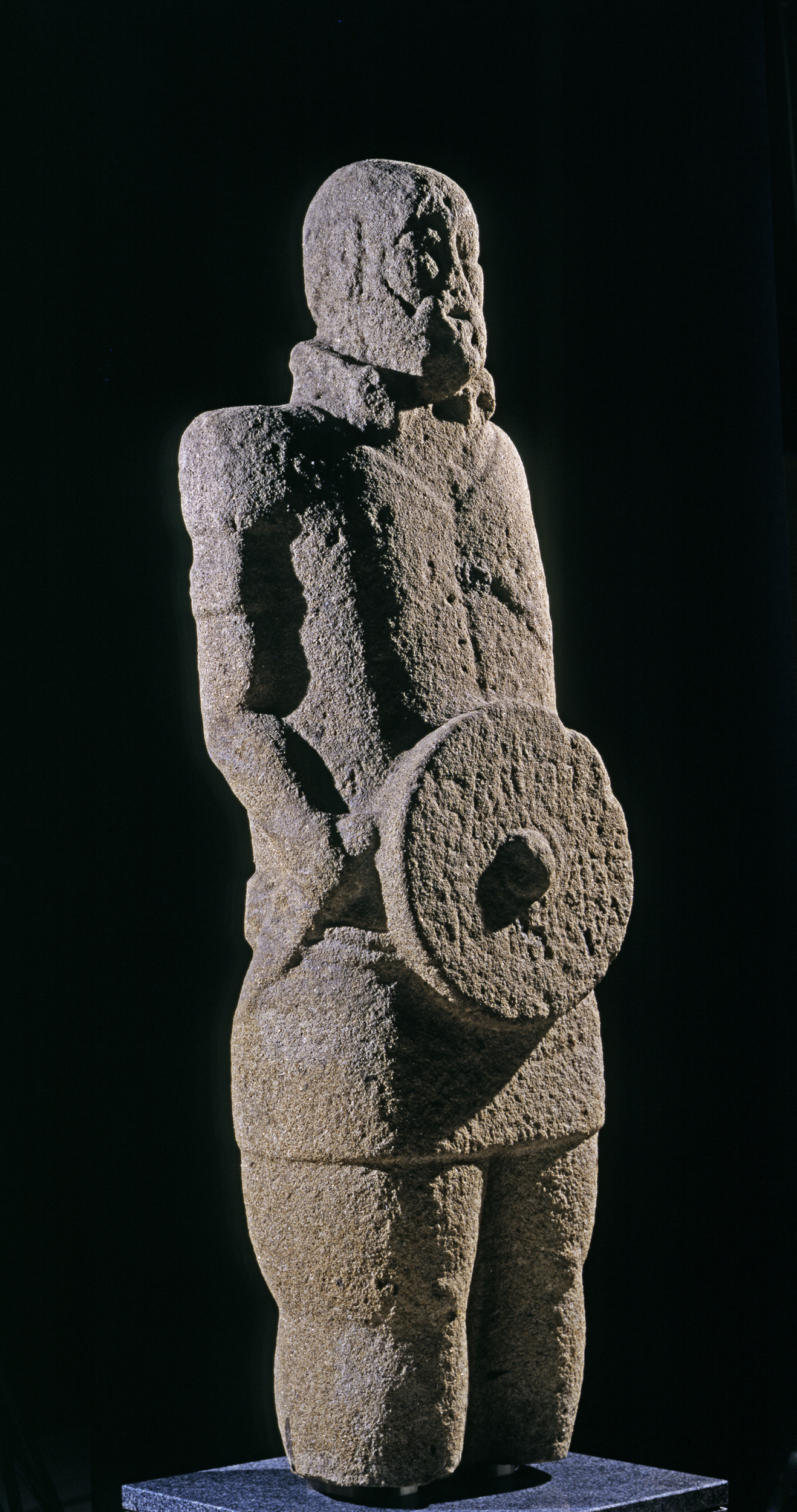
Guerrier gallécien, Culture des castros, Ier siècle apr. J.-C.

Le musée possède la plus grande collection de sculptures classiques du Portugal. De cette période, les pièces d'une valeur technique et stylistique particulière sont les statues en toge de Mertola, l'Apollon de la Herdade do Álamo (Alcoutim) et les sarcophages de Tróia et Castanheira do Ribatejo.
La collection du sanctuaire de S. Miguel da Mota est la plus grande collection de ce type, sculptée dans du marbre de type Vila Viçosa / Estremoz. Cette collection a été retrouvée largement vandalisée, sans doute le résultat de l'iconoclasme pratiqué par les premières communautés chrétiennes.
Le musée possède la plus grande et la plus importante collection de sculptures galléciennes de la péninsule Ibérique, qui comprend aussi des sculptures zoomorphes de type « Verraco », probablement réalisées à des fins totémiques. Les statues monumentales en granite de la période celtique du Nord-Est du Portugal, représentant des princes ou des nobles, souvent appelés « guerriers galléciens », gardent l'entrée du musée.

Sculpture d'époque romaine
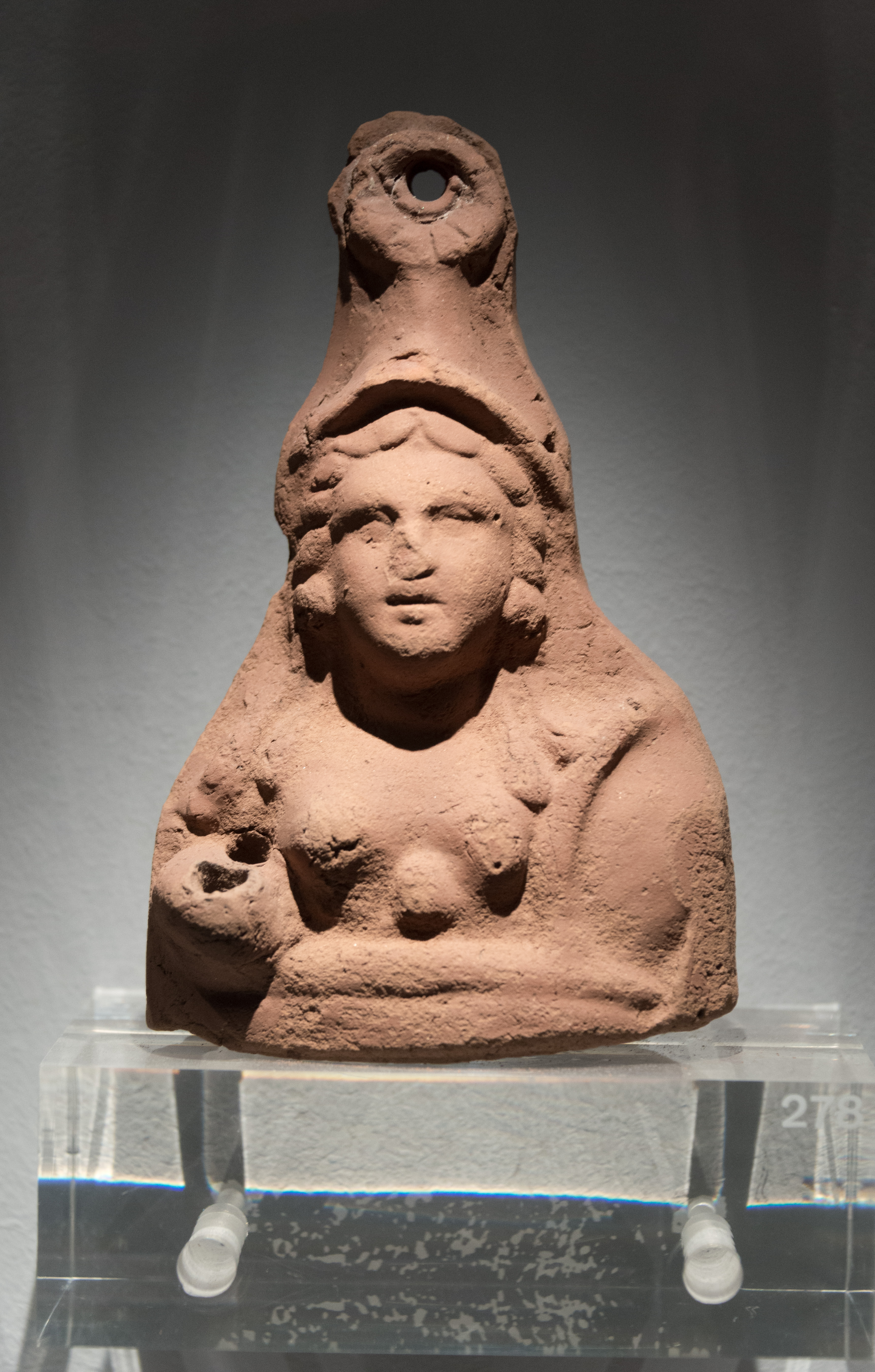
Cybèle, terre cuite.
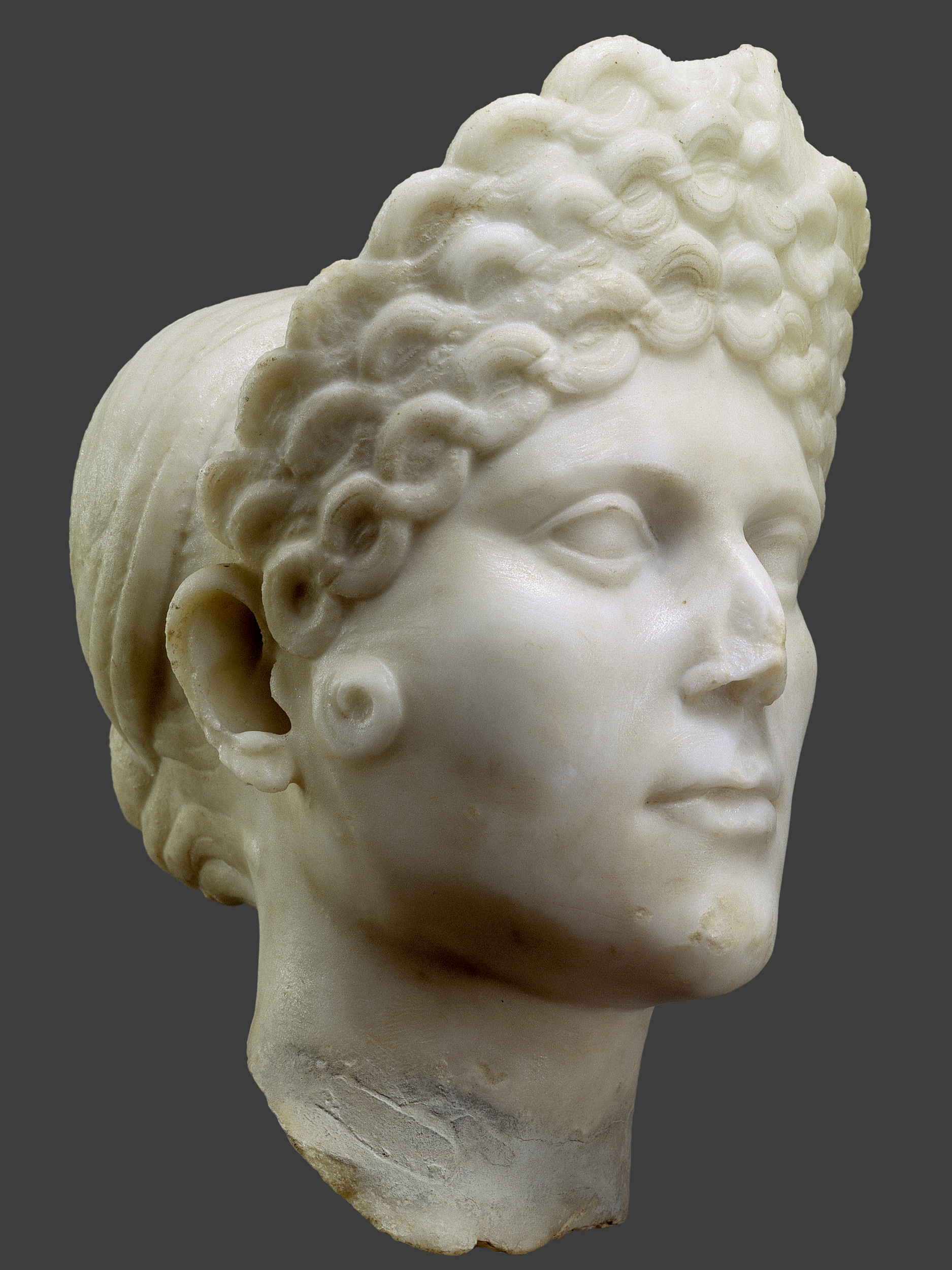
Buste féminin (Julia Flavia), Ier – IIe siècle apr. J.-C.
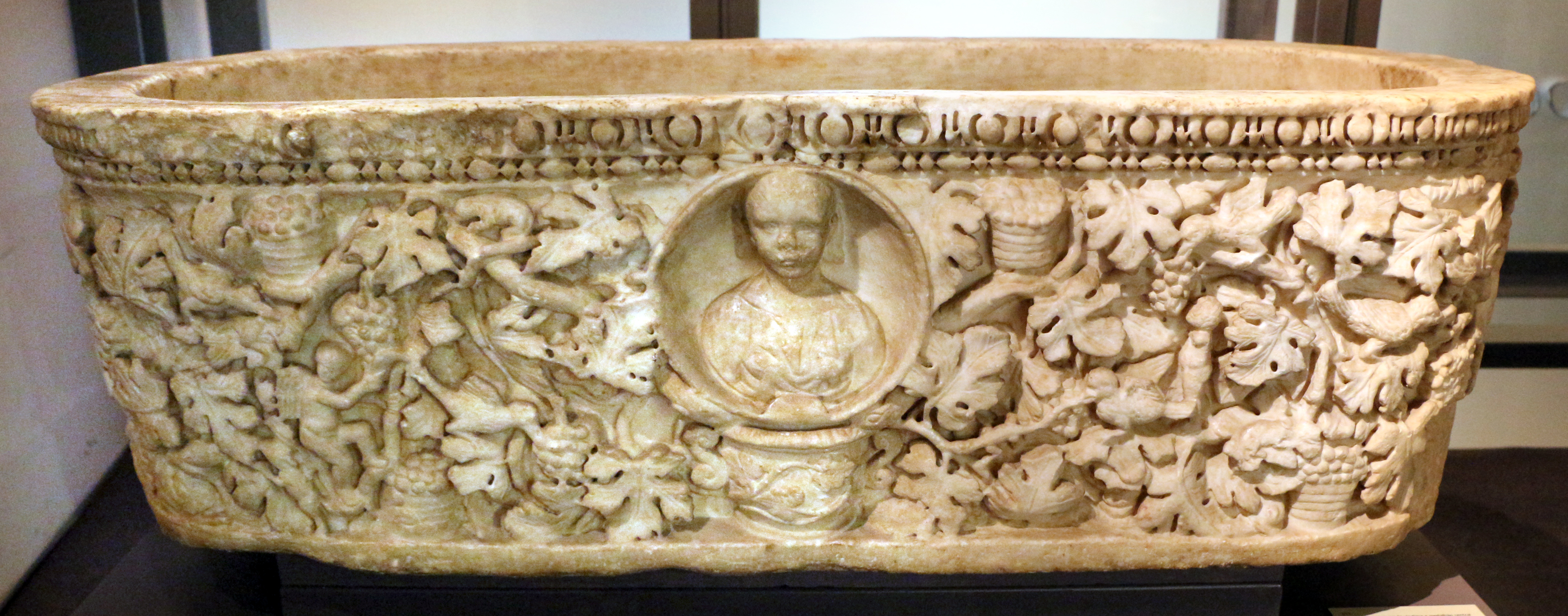
Sarcophage avec portrait du défunt.

### Mosaïques romaines
De nombreuses mosaïques romaines ont été trouvées au Portugal, certes moins importantes que les découvertes de l'Espagne et de l'Afrique du Nord voisines. Néanmoins, au sein de cette collection, les pièces les plus importantes sont les mosaïques des villas romaines de Torre da Palma, Santa Vitória do Ameixal, Milreu et Montinho das Laranjeiras. Les thèmes les plus courants proviennent de la mythologie classique : Orphée, le voyage d'Ulysse et les travaux d'Hercule. Presque toutes les mosaïques datent du IIIe siècle apr. J.-C.

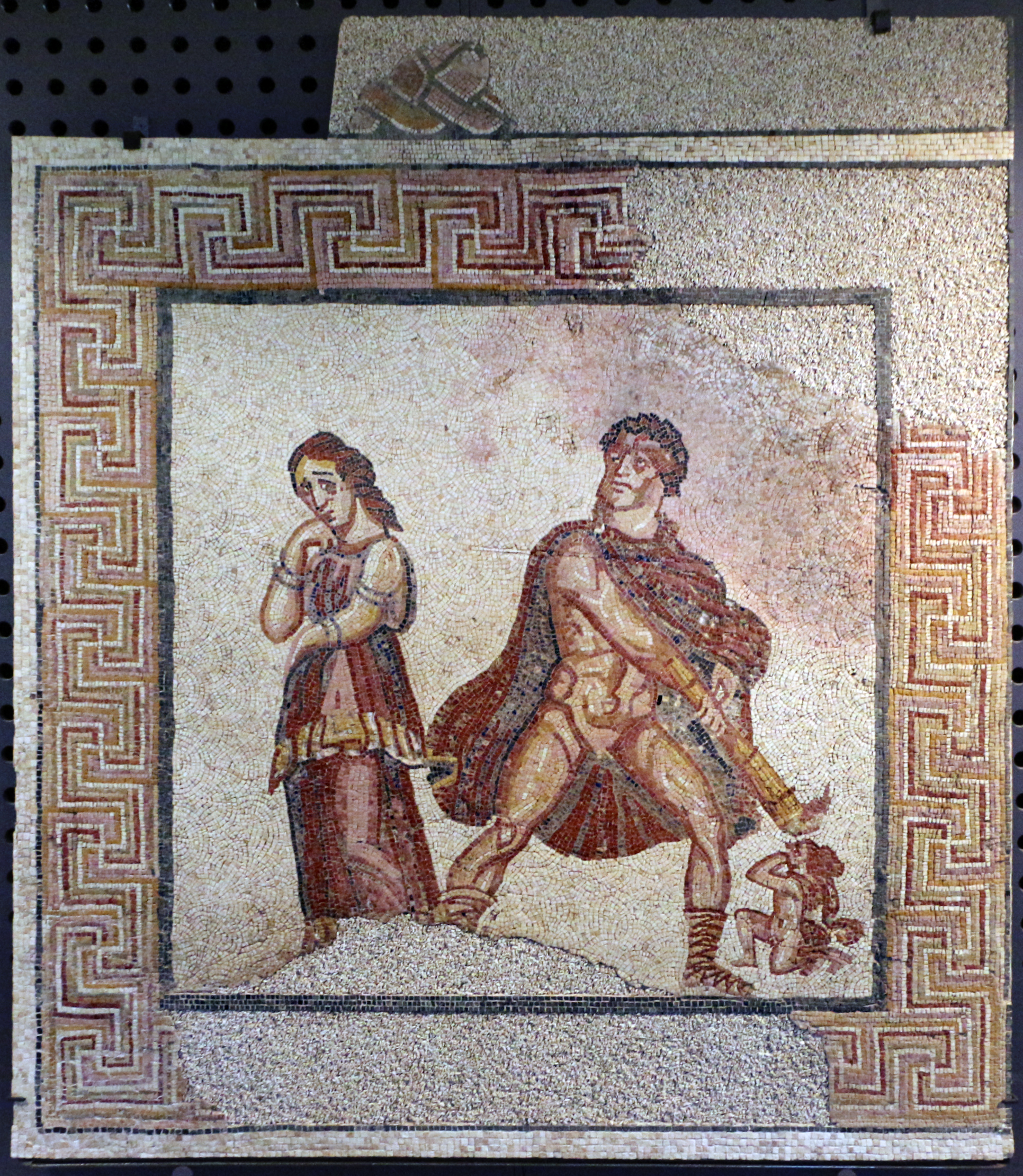
Mosaïque d'Hercule furieux. IIIe – IVe siècle apr. J.-C.
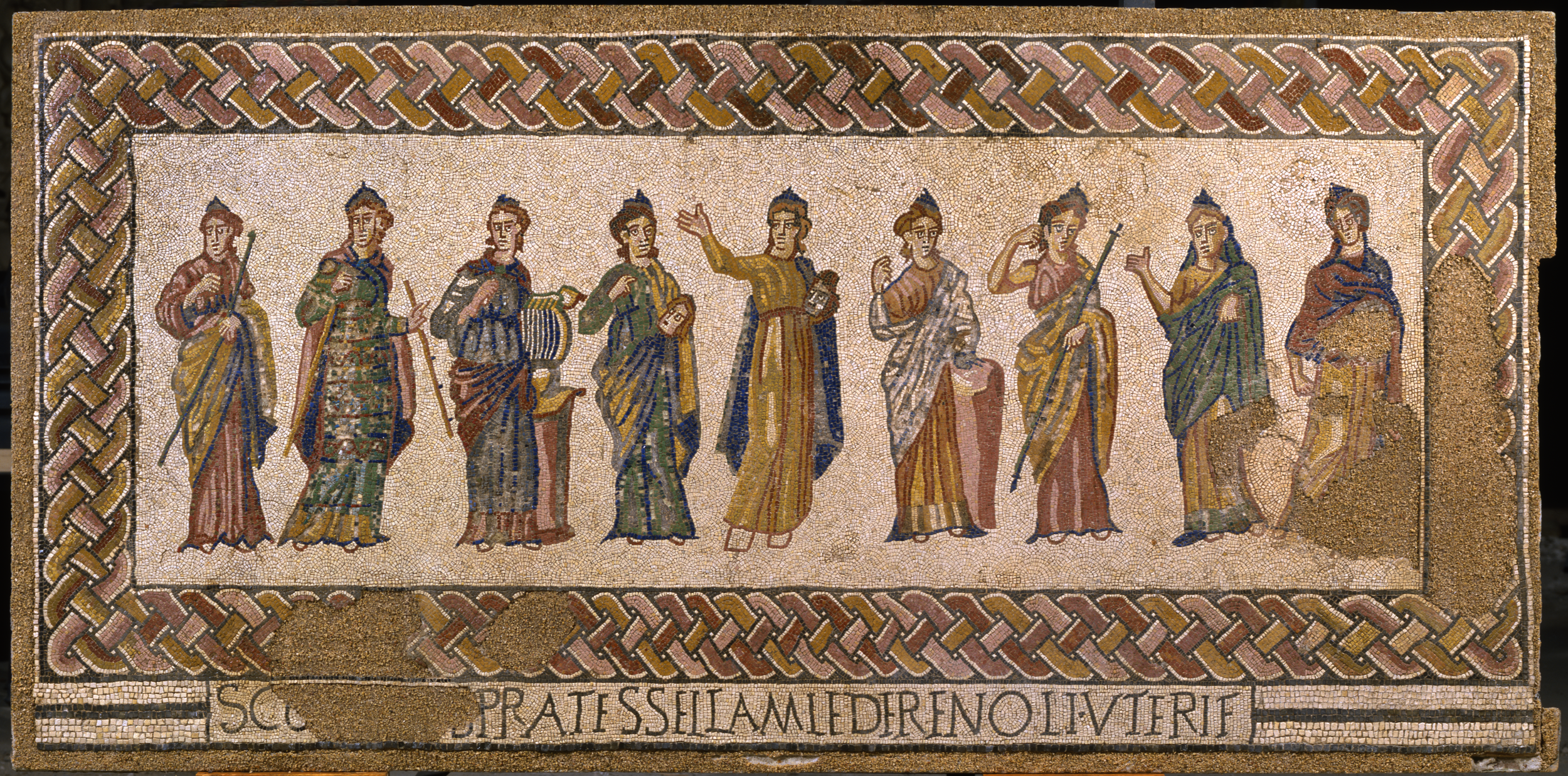
Les Muses (panneau I), mosaïque romaine , IVe siècle apr. J.-C.